# Parevia
Parevia is een geslacht van vlinders van de familie spinneruilen (Erebidae), uit de onderfamilie Arctiinae.

## Soorten
- P. cinerea Rothschild, 1913
- P. griseata Rothschild, 1909
- P. guianensis Joicey & Talbot, 1916
- P. gurma Schaus, 1920
- P. mathani Rothschild, 1909
- P. metachryseis Hampson, 1905
- P. methaemia Schaus, 1905
- P. parnelli Schaus, 1911
- P. schausi Rothschild, 1909
- P. sisenna Druce, 1899
- P. unicolorata Gaede, 1928
- P. vulmaria Schaus, 1924